# Чистун тихоокеанський
Чистун тихоокеанський (Cepphus columba) — морський птах середнього розміру родини алькових (Alcidae).

## Поширення
Птах гніздиться на скелястих островах та узбережжі на півночі Тихого океану. Трапляється на Курильських островах, узбережжі Камчатського і Чукотського півостровів, Аляски, на Алеутських і Командорських островах, вздовж західного узбережжя Канади і США до Каліфорнії. Зимує у відкритому морі.

## Опис
Птах середнього розміру, сягає 30-37 см завдовжки. Вага 450—550 г. Обидві статі схожі за зовнішнім виглядом та масою, за винятком каліфорнійських птахів, де у самиць більший дзьоб, ніж у самців. Оперення чорне з білою плямою на крилах. Дзьоб чорний, внутрішня ротова поверхня. Ноги червоні.

## Спосіб життя
У негніздовий період живе у морі. Живиться рибою, ракоподібними, молюсками. За здобиччю пірнає під воду. Пірнає неглибоко, максимум до 30 м, але переважно не більше 10 м. Гніздиться у невеликих колоніях. Яйця відкладає у виїмки та порожнини у скелях прямо на голе каміння. У кладці 2 яйця. Насиджують обидва батьки.

## Підвиди
- C. c. columba Pallas, 1811 — узбережжя Камчатки і Чукотки
- C. c. snowi (Stejneger, 1897) — Курильські острови
- C. c. kaiurka (Portenko, 1937) — Командорські острови, західна частина Алеутських островів
- C. c. adiantus (Storer, 1950) — від Алеутських островів до штату Вашингтон
- C. c. eureka (Storer, 1950) — Орегон & Каліфорнія